# Cours-les-Barres
Cours-les-Barres település Franciaországban, Cher megyében. Lakosainak száma 1030 fő (2022. január 1.). Cours-les-Barres Cuffy, Jouet-sur-l’Aubois, Torteron, Fourchambault, Garchizy, Germigny-sur-Loire és Marzy községekkel határos.

## Népesség
A település népességének változása:
| Lakosok száma | 698  | 906  | 1052 | 1121 | 1071 | 1054 | 1034 | 1013 | 1023 | 1030 |
|               | 1968 | 1982 | 1990 | 2006 | 2013 | 2015 | 2017 | 2019 | 2020 | 2022 |